# 亚伯拉罕·林肯的性取向
亚伯拉罕·林肯的性取向已成為外界探討的一個話題。根据已知资料，亚伯拉罕·林肯的政敵從未表示亚伯拉罕·林肯是一位同性戀。林肯的第一部传记中记录了一首他写的关于两男子结婚的滑稽诗，但在该书后来的版本中，该诗因不雅而被删除。認為林肯是同性戀的人指出，林肯曾与约书亚·弗莱·斯皮德同寝，当时二人都尚未结婚。主流史学家们则指出，林肯曾在公开场合间接提及那件事，他當時的目的是说明男人与男人同床共寝并不罕见，在当时并无其他含义。而實際上林肯後來結婚，而且与妻子玛丽·托德共有四个孩子。

## 历史研究与讨论

### 与玛丽·托德的婚姻

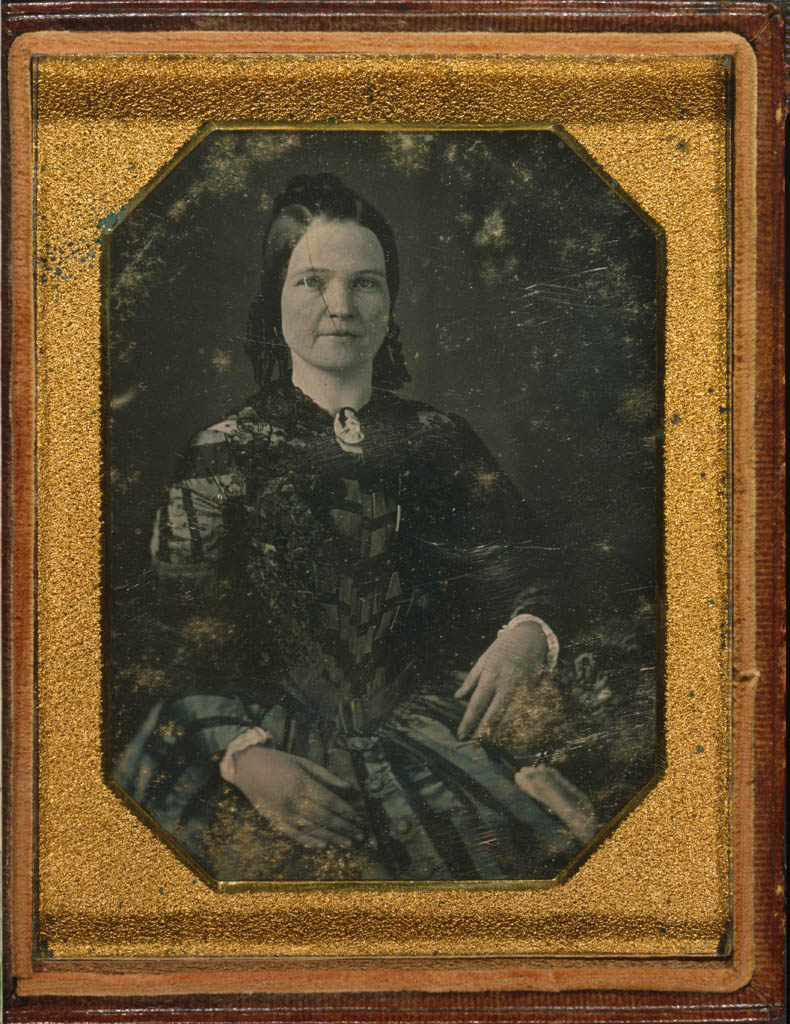
1846年的玛丽·托德·林肯

林肯与玛丽·托德于1839年在伊利诺伊州斯普林菲尔德相识，并于1840年订婚。后来他却取消了与玛丽·托德的婚约。史学家艾伦·格尔佐将此事称作“林肯一生中最不可告人的事情之一”。与此事同期发生的则是林肯所支持的立法失败，他的挚友约书亚·弗莱·斯皮德离开斯普林菲尔德从此一去不返，以及他的律所合伙人约翰·斯图尔特提出了要結束律所運營。据信林肯在这一阶段患上了近似于重性抑鬱疾患的心理疾病。美国作家、政客保罗·马丁·西蒙的著作《林肯的伟大道路：在伊利诺伊的立法年月》（Lincoln's Preparation for Greatness: The Illinois Legislative Years）里有一章写的就是这段时期，“林肯向玛丽·托德请求结束婚约那天的日期”後來被林肯本人稱作是“致命的元旦”（The Fatal First），或“1841年1月1日”。保罗·马丁·西蒙解释说，終止婚约的原因眾說紛紜，但都互相矛盾。不過林肯的确变得经常郁郁寡欢，连外貌都受到了心情的影响。保罗·马丁·西蒙写道，原因“就是與玛丽·托德有關”。在此期间，他拒绝见玛丽，此時玛丽·托德也提到林肯“认为我配不上他”。
玛丽·托德的传记作者、美国史学家让·H·贝克称林肯夫妻关系中的三大支柱分別是“性、养育孩子以及政治”。很多史学家对玛丽·托德的偏见都源自威廉·赫恩登（林肯的律所合伙人、早期林肯传记作者）对林肯夫人的私怨，让·H·贝克对質疑林肯婚姻关系的观点保持怀疑。她表示现代史学家们曲解了19世纪中叶的婚姻、求爱的不断变化的本质，而是用现代标准来评价林肯的婚姻。据书籍《不为人知的林肯》所写，林肯一年中几个月的时间都在在巡回审判区工作，因此才与妻子分居。
让·H·贝克称，“大多数了解林肯婚姻的人都对夫妇二人的性关系印象深刻”，有人认为林肯的性生活可能在1853年他的儿子塔德艰难出生后，或是在1856年一家人搬进大一些的住宅后就停止了，但并无证据支持他们的推测。让·H·贝克写道，“基本妇科疾病並不會由分娩引发”，除了子宫脱垂（若林肯夫人患此病，则肯定会受到其他明显影响）会影响性交，而且在1850年代，“很多中产階級夫妇都在各自的卧室里睡觉”，该习俗来自英格兰人。
让·H·贝克指出，1800年的家庭平均生育子女人数为七人，随着出生率下滑，到了1850年，这一数字已将至四人。由于美国人认为性生活和生儿育女是独立的两件事，所以便出现了体外排精、长期母乳喂养，以及使用避孕套与子宫隔膜等办法來避孕。从林肯家的孩子们的出生间隔（罗伯特生于1843年，埃迪生于1846年，威利生于1850年，塔德则生于1853年）中可以看出，林肯夫妇似乎是有規律的生育，那這樣的話兩人至少在性关系上要十分亲密。
林肯的传记作者兼律所合伙人赫恩登表示林肯曾經喜歡安·拉特利奇。一首未署名的关于自杀的诗在安·拉特利奇死后三年发表，很多人都认定作者就是林肯。而林肯向玛丽·托德·林肯求爱时则很是羞怯。1837年，林肯写信给她，林肯甚至提到了分手。林肯曾于1838年对一友人写道：“我知道她体型过胖，而且她看上去跟法斯塔夫很般配”。

### 同性恋或双性恋
自20世纪早期起，就有人開始談論林肯总统的性取向。20世纪末的同性恋权利运动开始后，各界对公众人物的性取向的关注度增强。美国史学家、诗人、小说家、民谣歌手、民俗学研究者卡爾·桑德堡在他所写的林肯传记（1926年）中暗示说林肯早年与友人约书亚·弗莱·斯皮德有着如五月的紫罗兰一般的柔情，暗指兩人的同性戀情。
美国剧作家、行动主义者拉里·克雷默于1999年声称自己找到了一些在先前并不为学界所知的史料。据说这些资料原本藏在林肯和斯皮德共同所有的旧商店的木地板条下。据称，这些资料对林肯-斯皮德的关系进行了细致露骨的描述，目前由艾奥瓦州達文波特的某人收藏。但伽柏·博里特等史学家却质疑了上述资料的真实性，伽柏·博里特写道，“基本可以肯定这就是个骗局。”美国心理学家克拉伦斯·阿瑟·特里普也对拉里·克雷默的发现持怀疑态度。
林肯的继母莎拉·布什·林肯曾表示继子“对女孩们兴趣不大”。但与林肯同时代的人曾说他对女人有着强烈却克制的慾望。安·拉特利奇于1835年死后，林肯悲痛欲绝。部分史学家质疑兩人之間到底有没有过浪漫关系，而美国内战史学家约翰·Y·西蒙则在重新审视了关于林肯性取向的史料后得出结论，“现存史料一致表明林肯非常爱安·拉特利奇，她的死令他患上了重度抑郁”。
美国史学家多丽丝·卡恩斯·古德温在著作《对手组成的团队：亚伯拉罕·林肯的政治才干》中主张：
林肯和斯皮德之间的亲密关系只不過是一般的男性密友关系，当时的男性友人们之间会公开表达喜爱与热情，这在当时并不罕见。同床共寢更不是发生性关系的证据。在那個時代并不鲜见…林肯就曾经常跟伊利诺伊州第八巡回法庭的律师们共睡一張床。
同性恋林肯假说的反對者强调林肯结了婚且有4个孩子。美国学者道格拉斯·威尔逊写道，林肯在青年时期就是异性恋，比如他曾向朋友们讲述自己与女人交往的故事。
林肯曾写过一首描述两男子过着婚姻般的生活的诗，包括如下诗句：
鲁本和查尔斯都各自和女孩结了婚（For Reuben and Charles have married two girls），
但Billy却娶了个男孩（But Billy has married a boy）。
 他曾多次找女孩求爱（The girls he had tried on every side）,
但没一个答应他（But none he could get to agree）；
這全都是徒劳，他又回了家（All was in vain, he went home again）,
 从此与Natty結婚（And since that he's married to Natty）。
林肯的友人、同事威廉·赫恩登在于1889年出版的林肯传记中收录了这首诗。后续出版的版本均删除了该诗，直到1942年，编辑保罗·安格尔 (Paul Angle)又再度将此诗收入书中。

#### 与约书亚·斯皮德的关系
林肯和约书亚·弗莱·斯皮德于1837年相识于伊利诺伊州斯普林菲尔德，当时的林肯已是个小有成就的律师，还是伊利诺伊州下议院的议员。他们同居了四年，在此期间，他们晚上同睡一床（有些资料具体说他们睡的是一张大双人床）并发展出了至死不渝的友谊。
戴维·赫伯特·唐纳德等史学家指出，在那个年代，住宿条件不够时两男同床共寝一两晚并非罕见。林肯在遇见斯皮德时刚搬到新城镇，至少在初来乍到时买不起独属于自己的床和寝具。历史资料表明，从青年时期到成人之后，林肯曾与至少11名男孩以及男子共睡一床。目前没有已知的记录表明林肯曾试图隱瞞與男人同睡一床的事情，有時他甚至还会主动提起这个话题。
19世纪時，绝大多数男人应该都不会觉得共睡一床有任何情色意味，因为在两男同睡一床时，周围还有其他人在睡觉。其實刚一认识林肯，斯皮德就不拘礼节地提出共寝，再加上他后来自己也说起过此事，这表明当时的人们并不忌諱此事。不過根據当时的一些信件往来，比如托馬斯·傑斐遜·威瑟斯和詹姆斯·亨利·哈蒙德之间的信件，也许能向我们展现部分同性同床中有关于性的一面。但林肯却不会把自己与斯皮德同床的事情当做秘密，部分史学家由此推断出二人的关系與性無關。林肯的政敌中也无人暗示他可能是同性恋。
约书亚·斯皮德和林肯在通信中提到了各自都将要结婚了，美国小说家、剧作家戈尔·维达尔认为，信件内容显示出二人都对自己在即将到来的新婚之夜的性表现感到一定程度的紧张，这说明二人间曾存在同性恋关系。尽管兩人在奴隶制度问题上政见不合，但他们还是终生保持着联系，林肯还任命约书亚的哥哥詹姆斯·斯皮德在自己的内阁中担任司法部长。
2016年，史学家、精神分析学家查尔斯·斯特罗齐尔出版了著作《你永远的朋友，A. 林肯：亚伯拉罕·林肯与约书亚·斯皮德的长久友谊》（Your Friend Forever, A. Lincoln: The Enduring Friendship of Abraham Lincoln and Joshua Speed），在其中分析了他们的友情。斯特罗齐尔曾于1982年写就了《林肯对联邦的追寻》（Lincoln’s Quest for Union）一书，有人将书中的一个章节当成作者对同性恋林肯假说的支持。而斯特罗齐尔则总结说林肯是异性恋。他与斯皮德的关系也没有同性恋倾向。